# Clinton Schifcofske

a Compétitions nationales et continentales officielles uniquement.

b Matchs officiels uniquement.
Dernière mise à jour le 14 septembre 2023.
Clinton Schifcofske, né le 10 novembre 1975 à Moranbah (Australie), est un joueur australien de rugby à XIII et de rugby à XV. Dans les deux sports, il joue aux postes d'arrière ou d'ailier.

## Carrière
Clinton Schifcofske a d’abord joué comme arrière au rugby à XIII dans la grande ligue professionnelle NRL. Grand buteur, il possède le meilleur pourcentage de réussite de la NRL de la saison 2006.
Il dispute deux matchs du State of Origin sous les couleurs du Queensland en 2002 et 2006.
Au cours de la saison 2006, il signe pour les Queensland Reds, équipe de rugby à XV où il évolue depuis 2007. Il attire alors l’intérêt des sélectionneurs des Wallabies qui le font jouer avec l’équipe réserve (Australie A) lors de la Pacific Nations Cup. Positionné à l’aile, il endosse également le rôle de buteur et marque 23 points pour son premier match. Il ne compte pas la moindre sélection pour les Wallabies, mais est pressenti pour remplacer Mark Gerrard lorsque celui-ci se blesse lors du premier match de la Coupe du monde 2007 contre le Japon. Cependant, c'est finalement Cameron Shepherd qui est appelé.
Il est aussi le buteur attitré des Ballymore Tornadoes dans le tout nouveau Australian Rugby Championship qui débute en 2007.